# Nova Venécia (microregio)
Nova Venécia is een van de 13 microregio's van de Braziliaanse deelstaat Espírito Santo. Zij ligt in de mesoregio Noroeste Espírito-Santense en grenst aan de mesoregio Litoral Norte Espírito-Santense in het oosten en noorden en de microregio's Barra de São Francisco in het westen en Colatina in het zuiden. De microregio heeft een oppervlakte van ca. 3656 km². Midden 2004 werd het inwoneraantal geschat op 119.013.
Zes gemeenten behoren tot deze microregio:
- Águia Branca
- Boa Esperança
- Nova Venécia
- São Gabriel da Palha
- Vila Pavão
- Vila Valério

Mesoregio's: Central Espírito-Santense · Litoral Norte Espírito-Santense · Noroeste Espírito-Santense · Sul Espírito-Santense

Microregio's: Afonso Cláudio · Alegre · Barra de São Francisco · Cachoeiro de Itapemirim · Colatina · Guarapari · Itapemirim · Linhares · Montanha · Nova Venécia · Santa Teresa · São Mateus · Vitória